# サイレント・インベージョン
『サイレント・インベージョン ～オーストラリアにおける中国の影響～』（静かなる侵略、英語: Silent Invasion: China's influence in Australia）は、クライブ・ハミルトンが上梓した2018年の著作で、オーストラリアの政界や市民社会における中国共産党の影響力増大について書かれている。本書では、中華人民共和国政府がオーストラリアにおける自国の諜報網と影響力を拡大するために行っている体系的な企てが詳述されている。著者の主張によると、中国の影響力増大が「オーストラリアの主権の侵食」を引き起こしているとのこと。
カナダにおける中国の影響について書かれたジョン・マンソープ (John Manthorpe) による2019年の著作『パンダの爪』にも類似性が見られる。
2020年には続編として『ヒドゥン・ハンド ～中国共産党がどのように世界の形を変えているか暴く～』（隠された手、英語: Hidden Hand: Exposing How the Chinese Communist Party Is Reshaping the World）が刊行されている。

## 出版

### 原著
当初、本書は2017年11月に刊行される予定であったが、最初に出版しようとしていたアレン・アンド・アンウィンが「（我が社が）北京政府や北京の息がかかったオーストラリアの代理人から標的にされる恐れがある」との法的な懸念を示したため延期された。ハーディー・グラント・ブックス (Hardie Grant Books) が本書の出版に合意した後、刊行された。

### 中国語訳
2019年3月20日、台湾の出版社左岸文化より『音なき侵入 ～オーストラリアにおける中国因素～』（繁体字中国語: 無聲的入侵：中國因素在澳洲、ISBN 9789865727833）として繁体字の中国語訳が出版された。

### 日本語訳
2020年5月28日、飛鳥新社より『目に見えぬ侵略 中国のオーストラリア支配計画』（ISBN 978-4-86410-747-1）として日本語訳が出版された。

### 朝鮮語訳
2021年6月4日、韓国の出版社世宗書籍（朝鮮語: 세종서적、英語: Sejong Books）より『中国の静かな侵攻』（朝鮮語: 중국의 조용한 침공、ISBN 978-89-8407-954-0）として朝鮮語訳が出版された。